# Castor (étoile)
Pour les articles homonymes, voir Castor.
Désignations
α Gem A : HR 2891, HD 60179, BD+32°1581 A, GCTP 1785.00

α Gem B : HR 2890, HD 60178, BD+32°1581 B

Castor (désignation de Bayer : Alpha Geminorum, α Geminorum, α Gem) est la seconde étoile la plus brillante de la constellation des Gémeaux et l'une des plus brillantes étoiles du ciel nocturne. Sa magnitude apparente est de 1,58. Bien qu'elle porte la désignation de Bayer « alpha », elle est en fait plus faible que Beta Geminorum (Pollux). Sa distance par rapport au Soleil est d'environ 51 années-lumière.

## Nomenclature
Castor est le vieux grec transmis par les Latins pour l'étoile Alpha Geminorum de la constellation des Gémeaux, créée par l'astronomie mésopotamienne, où MAŠ.MAŠ = Tū’amū, « les Jumeaux », sont assimilés aux portiers de l’Enfer, Lugal-irra et Meslamta-ea. En héritant cette constellation de Mésopotamie, il va de soi que les Grecs, suivis par les Latins, l'ont adaptée à leur imaginaire. Passé sous silence par les astronomes médiévaux qui avaient les yeux rivés sur les traités arabes, le nom Castor est exhumé à la Renaissance, comme en témoigne l’Uranometria de Johann Bayer (1603), et il est aujourd'hui approuvé par l'Union astronomique internationale (UAI).
Alpha Geminorum porte également des noms venus de l'arabe, notamment :
1. Raselgeuze [Anterior], qui est l'arabe رأس الجوزاء Ra’s al-Ğawzā’, « la Tête d’Elgeuze », introduit au XIIIe siècle à partir des ‘’Pseudo-Messahala’’, il figure dans l’Uranometria de Johann Bayer (1603), où il est relevé par Richard Allen (1899),.
2. Al Ras al Taum al Muqaddim, qui est l'arabe رأس اتاوم المقدّم Ra’s al-Ta’wum al-muqaddam, « la Tête du Gémeau Antérieur ». Le nom, transcrit sous la forme Râs AlTawum AlMukáddem par Thomas Hyde (1865) à partir du سلطانی Zīğ-i Sulṭānī ou « Tables sultaniennes » d’Uluġ Bēg (1437) . Mais c’est à partir de la reprise fautive de cette transcription, soit Al Rās al Taum al Muḳaḍḍim par Richard Allen (1899), que le nom est diffusé dans les catalogues contemporains.
En astronomie chinoise, Castor fait partie de Beihe, un sous-groupe de l'astérisme Nan bei he représentant deux petites vallées en bordure de la rivière céleste Tianhe, la Voie lactée.

## Historique des observations

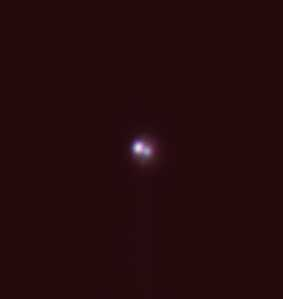
La binaire visuelle Castor A et B, vue dans un télescope d'amateur.

D'un point de vue astronomique, James Bradley a découvert en 1719 que Castor était une binaire visuelle, ce qui est confirmé par William Herschel, la magnitude de ses composantes étant de 1,98 et de 2,88. La séparation des composantes est de 5,5" en date de 2022, et elle atteindra 6" vers 2100. Leur période orbitale est de 459 ans. Chacune des deux composantes visuelles de Castor est elle-même une binaire spectroscopique, leurs compagnons étant tous deux des naines rouges. Le compagnon de Castor A accomplit une révolution en 9,2 jours, tandis que le compagnon de Castor B orbite avec une période de seulement 2,4 jours.
Castor possède de plus une faible compagne distante d'environ 71" mais possédant les mêmes parallaxe et mouvement propre ; cette compagne est elle-même une binaire spectroscopique de période légèrement inférieure à un jour et elle est constituée de deux naines rouges. Elle tourne autour des deux paires en 14 000 ans. Castor peut donc être considérée comme un système d'étoiles sextuple, composé de six étoiles liées gravitationnellement. La composante C possède la désignation d'étoile variable YY Geminorum.

## Système sextuple
Castor est un système stellaire sextuple et hiérarchisé composé de trois paires d'étoiles binaires :
- La première, Castor A[5], est une binaire spectroscopique dont l'objet principal est Castor Aa — l'étoile Castor proprement dite — et l'autre composante Castor Ab.
- La deuxième, Castor B[6] est une autre binaire spectroscopique. Son objet principal est Castor Ba ; son autre composante, Castor Bb.
- La troisième, Castor C[7] est une variable de type BY Draconis aussi connue comme YY Geminorum. Son objet principal est Castor Ca ; son autre composante, Castor Cb.

| Paramètre     | Composante stellaire | Composante stellaire        | Composante stellaire | Composante stellaire | Composante stellaire | Composante stellaire |
| Paramètre     | Aa                   | Ab                          | Ba                   | Bb                   | Ca                   | Cb                   |
| ------------- | -------------------- | --------------------------- | -------------------- | -------------------- | -------------------- | -------------------- |
| Type spectral | A1 V                 | Inconnu (probablement M5 V) | A2 Vm                | M2 V                 | M0.5 Ve              | M0.5 Ve              |
| Masse (M☉)    | 2,15                 | 0,4–0,6                     | 1,7                  | 0,4–0,6              | 0,62                 | 0,57                 |
| Rayon (R☉)    | 2,3                  | ?                           | 1,6                  | ?                    | 0,76                 | 0,68                 |